# Xylopia ekmanii
Xylopia ekmanii là một loài thực vật thuộc họ Annonaceae. Đây là loài đặc hữu của Cuba.